# Kecak

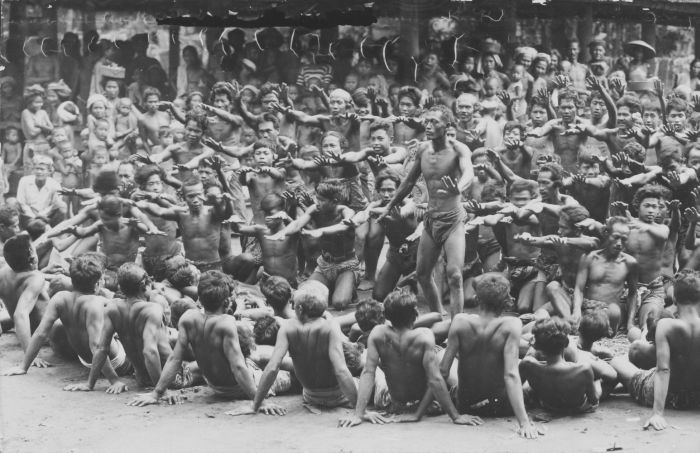
Afbeelding van voor 1959

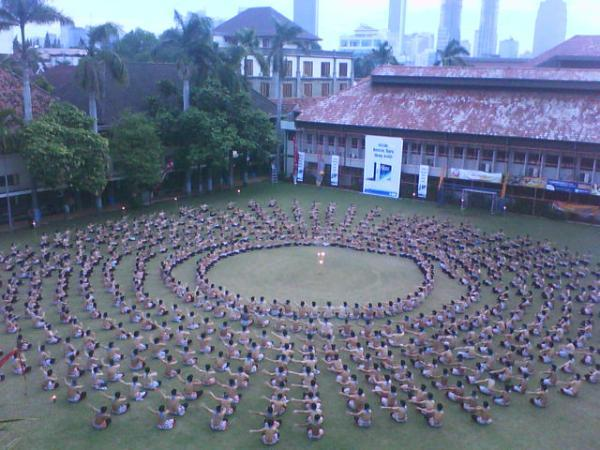
Kecakdans

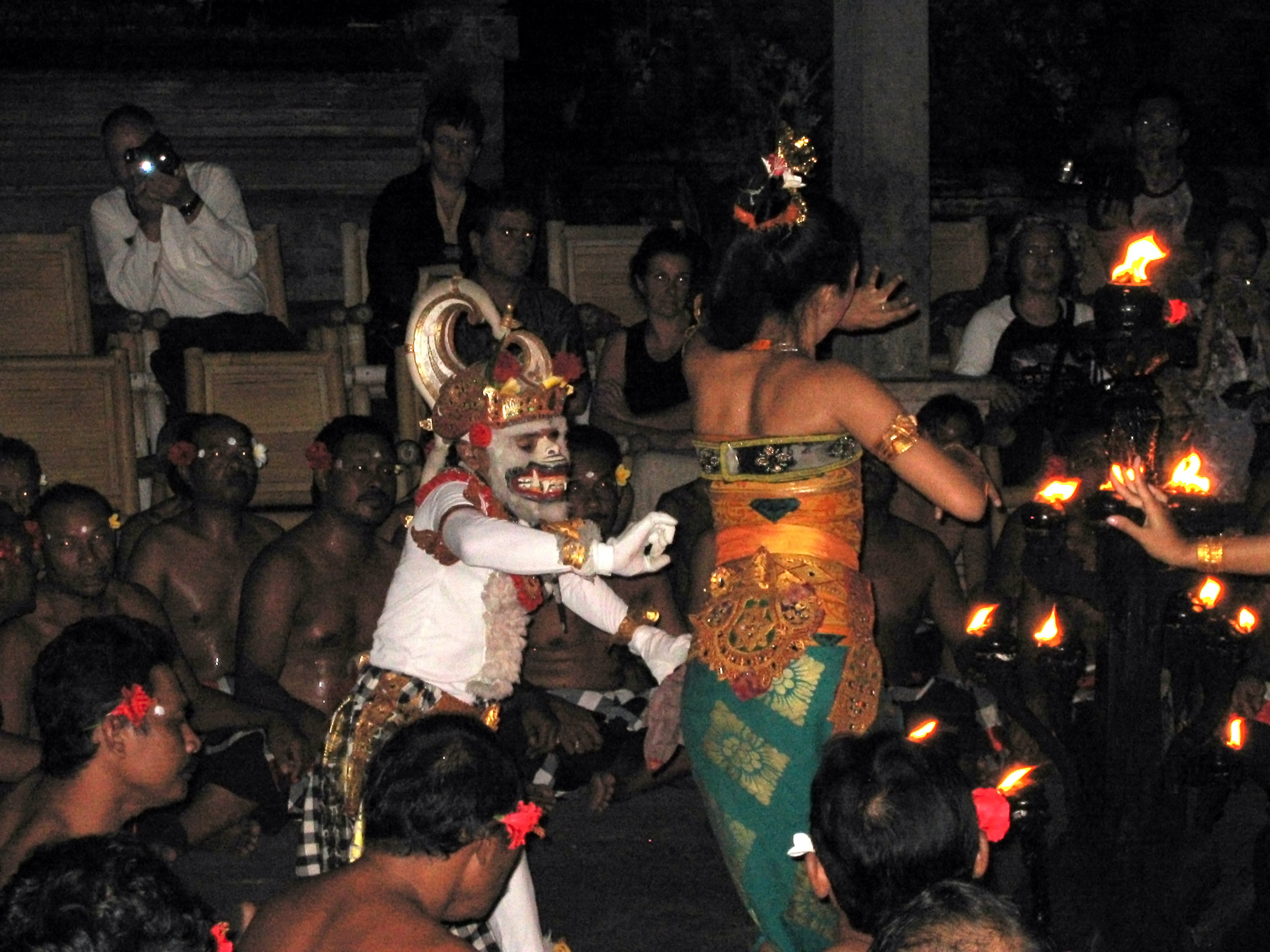
Hanuman en Sita

De kecak, in Europa bekend als de apendans, is de bekendste dans waarin Hanuman een grote rol speelt. 
Deze dans vindt zijn oorsprong in de Sanghyang uitvoering, een rituele dans waarbij de dansers in een trance raken door zang en oproeping. Eenmaal in trance, dan is de Sanghyang als geest in het lichaam van de danser. De geest manipuleert die persoon en gebruikt hem om het maskerspel, het poppenspel of de dans uit te voeren. De bewegingen, gebaren en choreografie zijn erg stilistisch en aan rituelen gebonden.
De kecak-groep bestaat uit mannen, gekleed in zwart-wit geblokte lendendoeken. Kenmerkend is het zingen van de klank 'tjak' in verschillende ritmes en tempo's door elkaar. Alleen de vocale klanken worden gebruikt als muziek. De groep zit in een cirkel en maakt met handen en armen deinende bewegingen. 

## Ramayana
Rond de jaren 20 van de 20e eeuw vonden er veranderingen plaats. Het Ramayana werd toegevoegd aan de traditionele Kecak dans. 
Vanaf het moment dat het Ramayana met Kecak samenkwam was er een speciale rol voor Hanuman in de dans. Deze wordt vanaf dan ook wel 'de apendans' genoemd, omdat de zangers het apenleger van Hanuman worden tijdens de opvoering. De zangers vormen een cirkel, met in het midden de personages van de Ramayana, die rijkelijk uitgedost zijn is kostuums en maskers. Deze vorm van Kecak is vandaag de dag nog erg populair, maar wordt vooral opgevoerd voor toeristen.

## Afbeeldingen

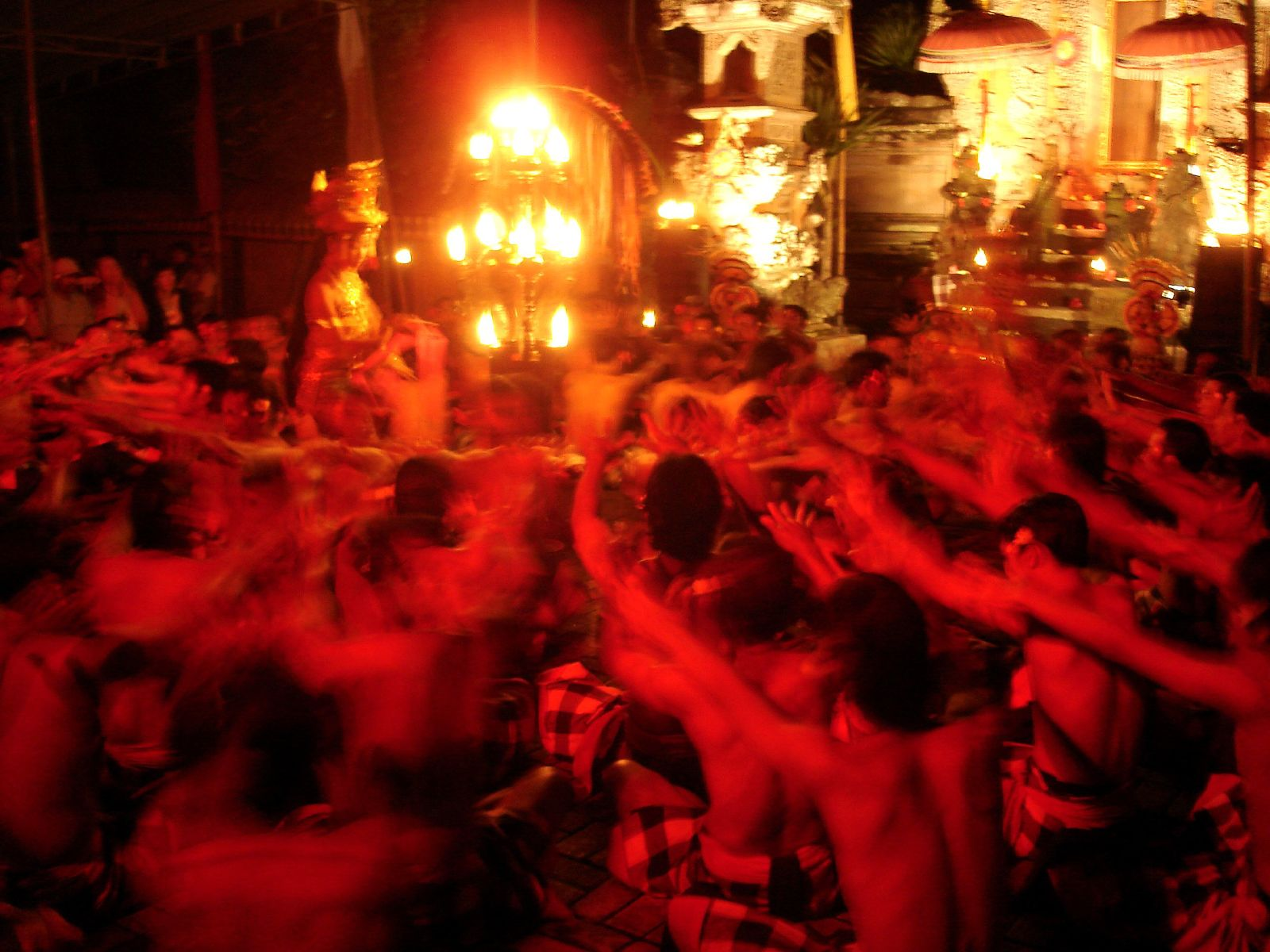
De kecak-dansers omringen de figuren uit de Ramayana
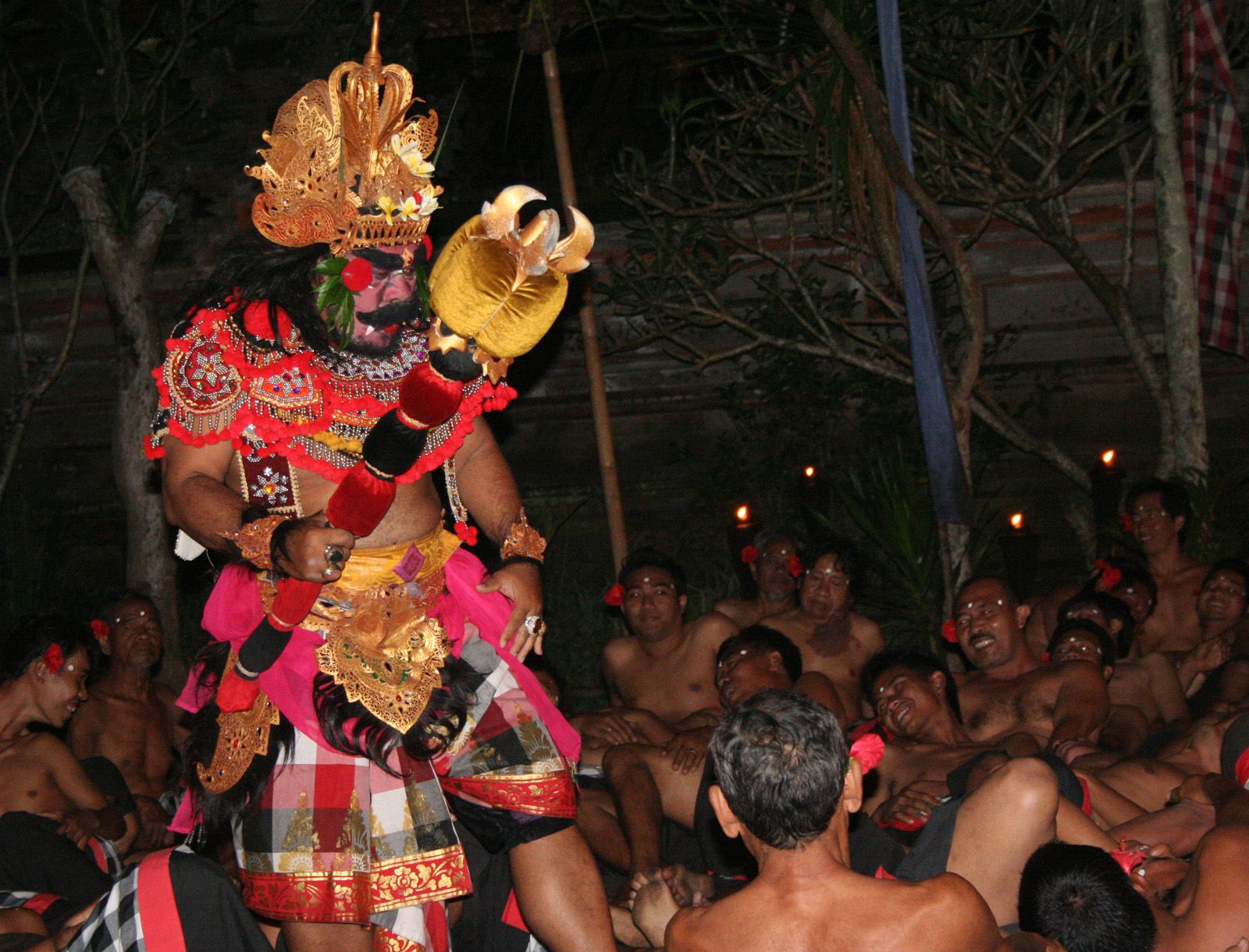
De reus Kumbhakarna
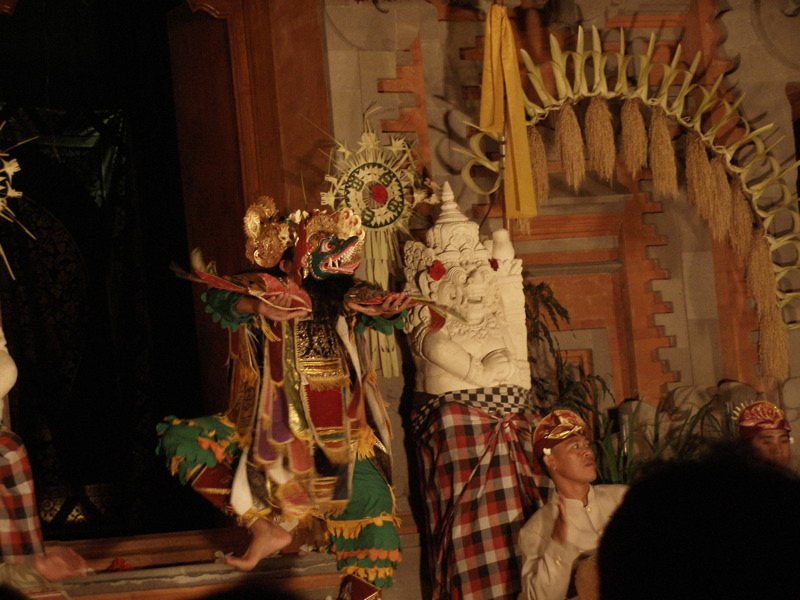
Garoeda
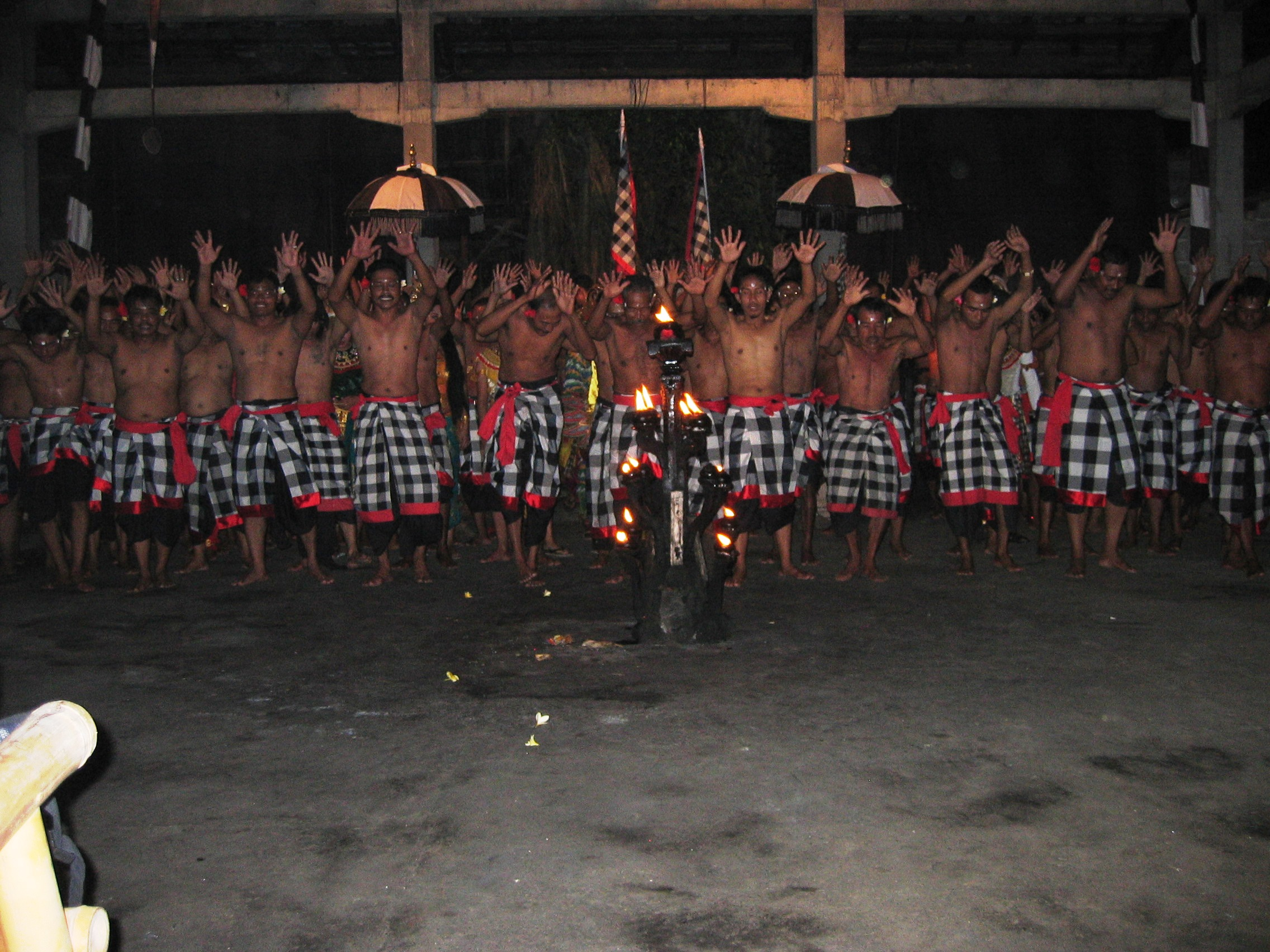
Sita wordt gered
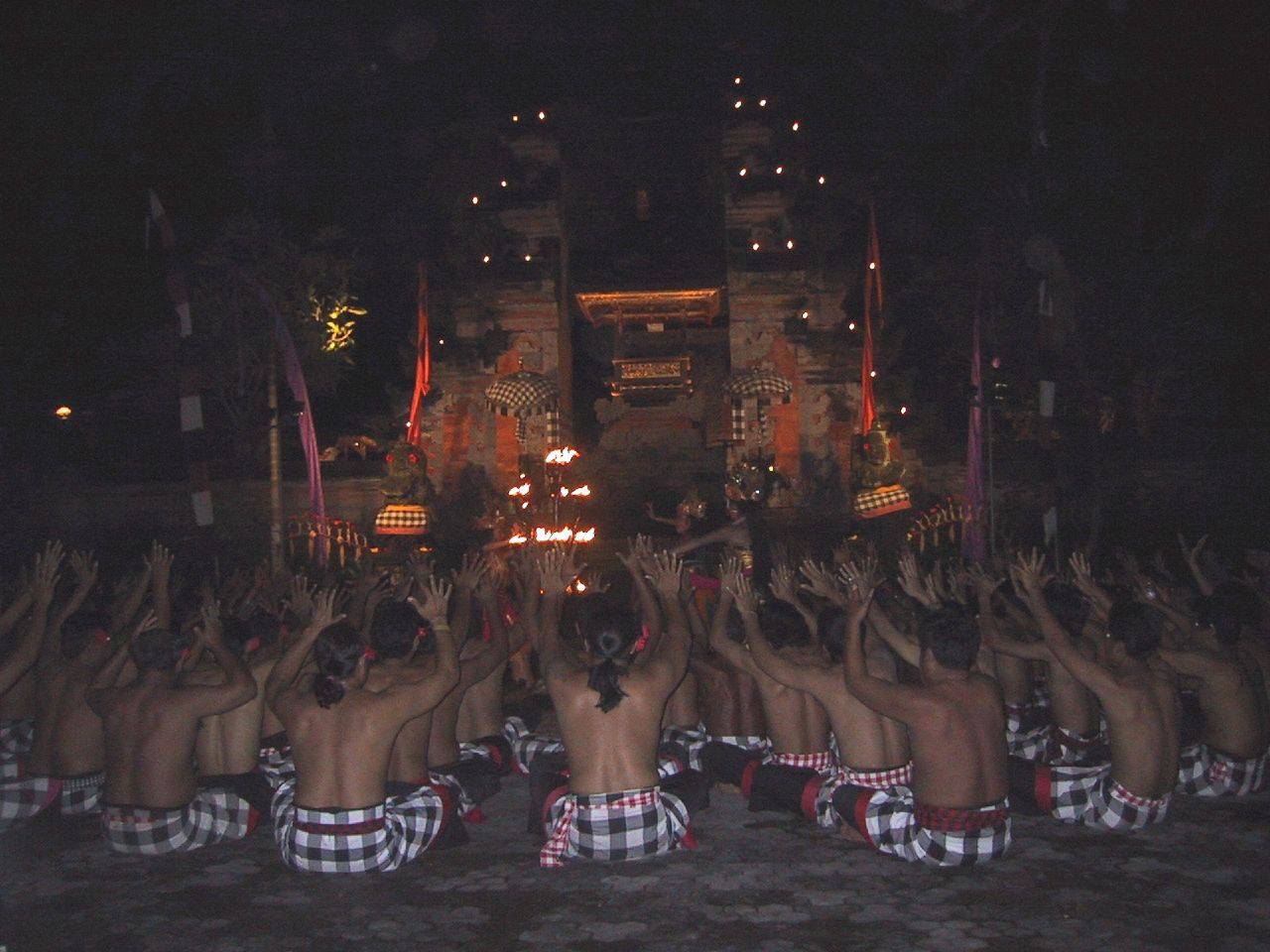
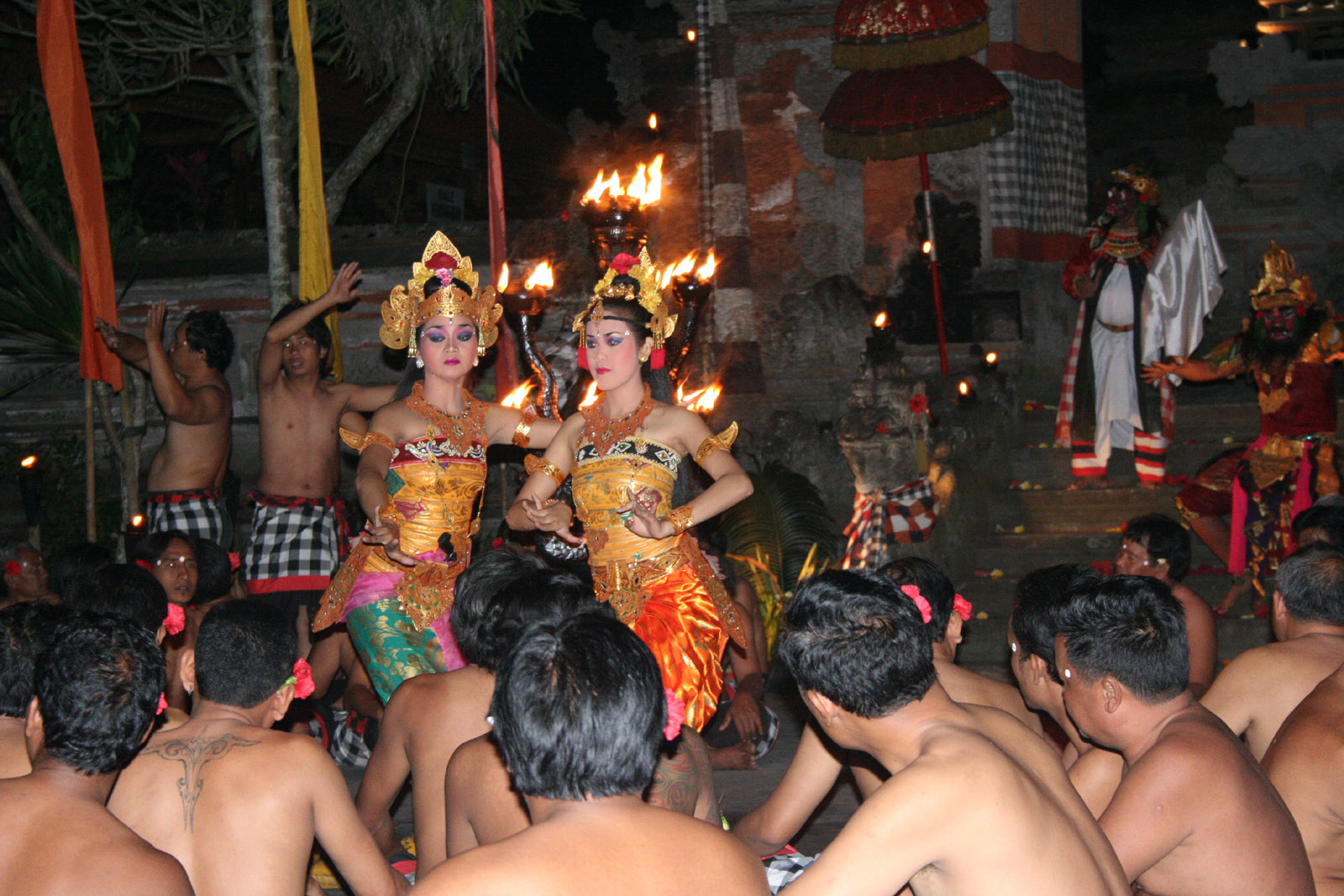
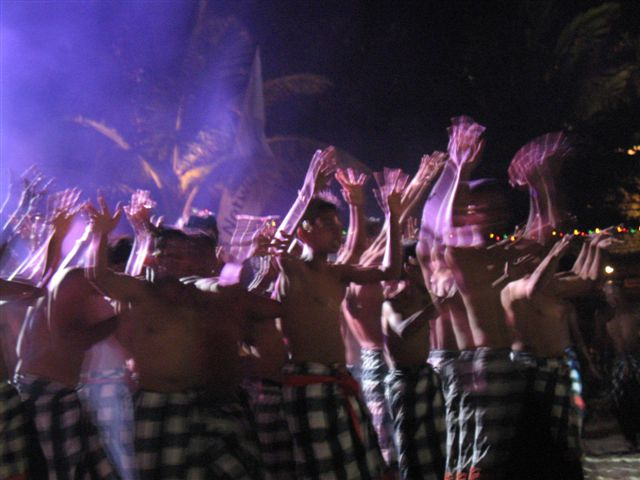
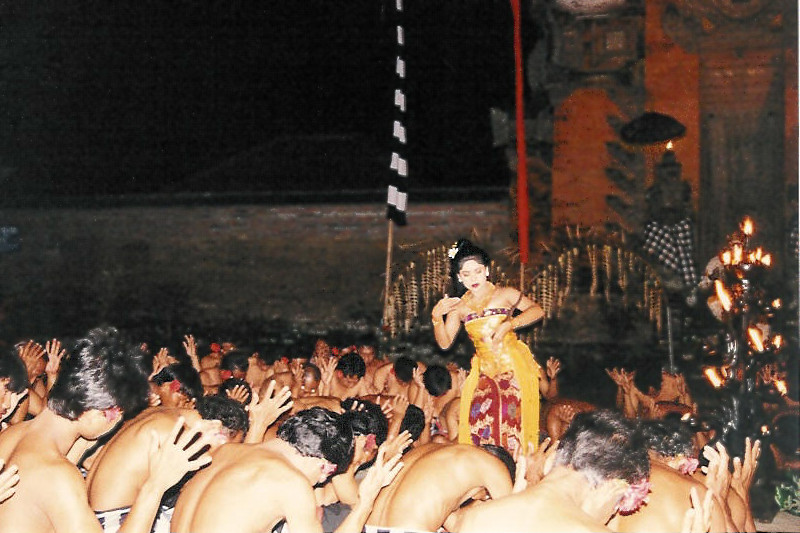
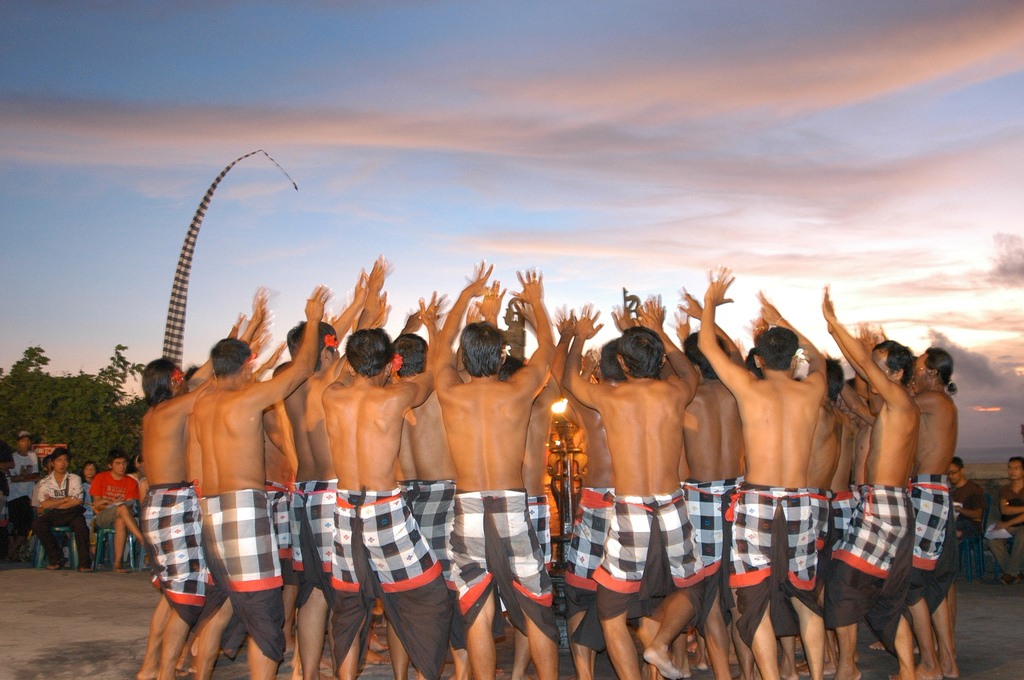
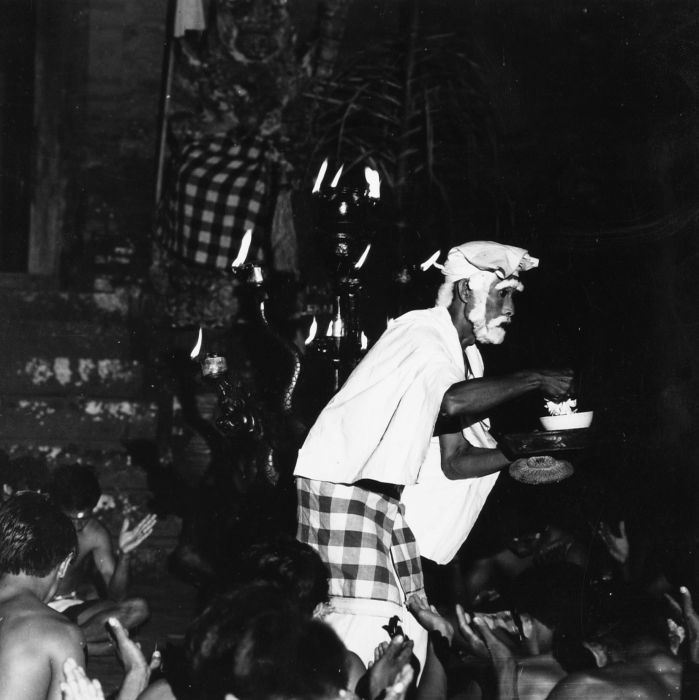
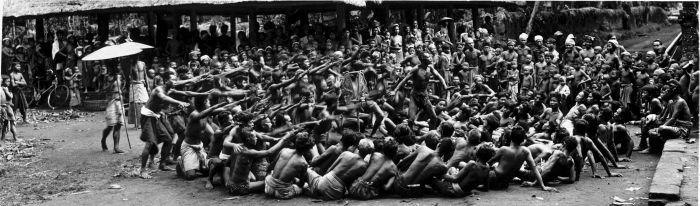
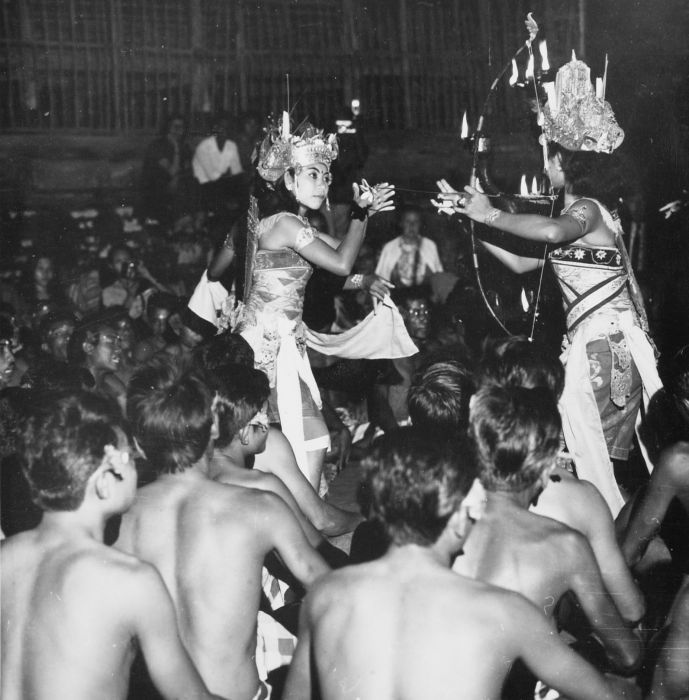
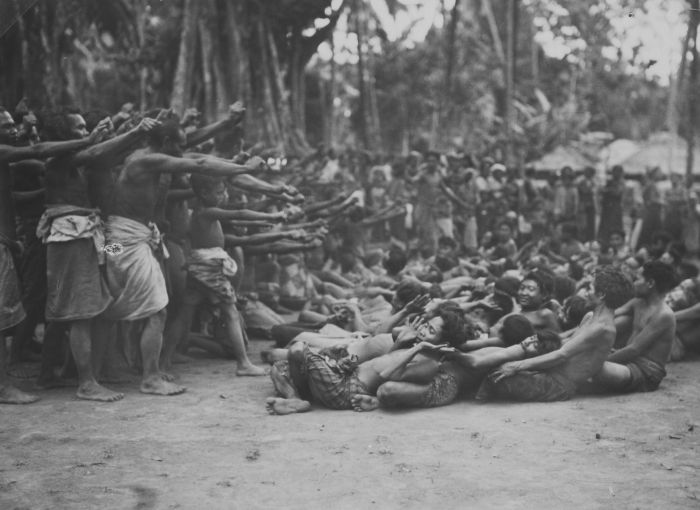
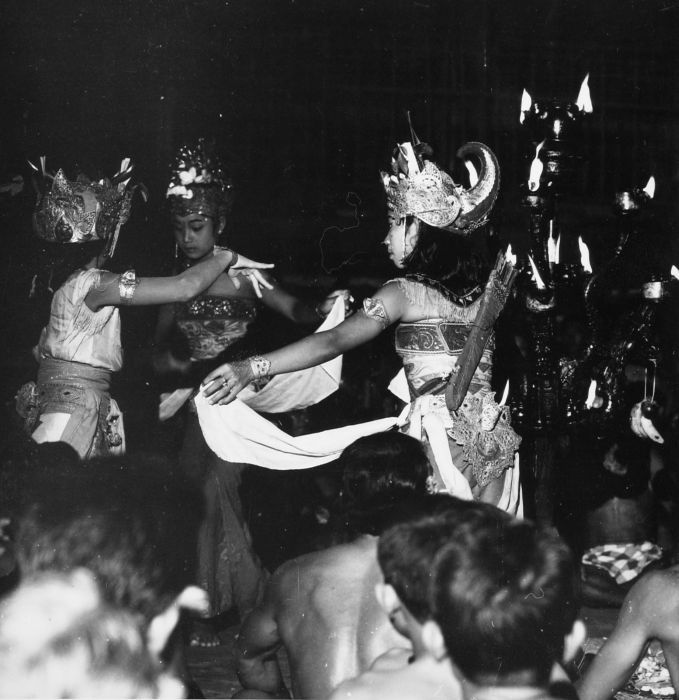
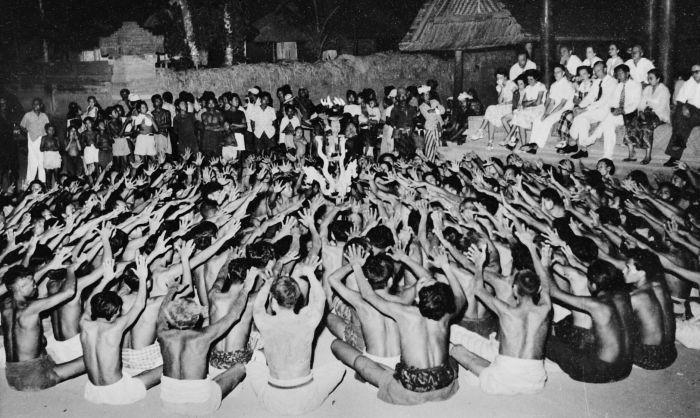
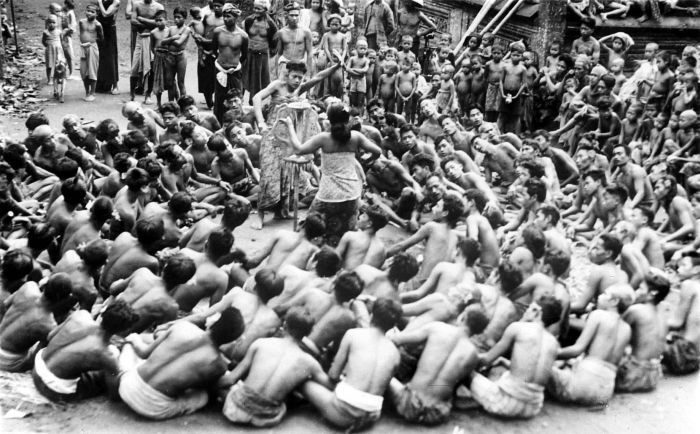